# Azure Dynamics
Azure Dynamics Corporation es una empresa que fue creada bajo las leyes de Alberta, Canadá, tras haber sido desgajada de BC Research Inc. Azure en la actualidad tiene su sede en Oak Park, Michigan, un barrio de Detroit. La actividad principal de la empresa es el desarrollo y la integración de su tecnología patentada de propulsión eléctrica e híbrida eléctrica, principalmente para los vehículos comerciales de categorías ligeras y pesadas.

## Transit Connect Electric

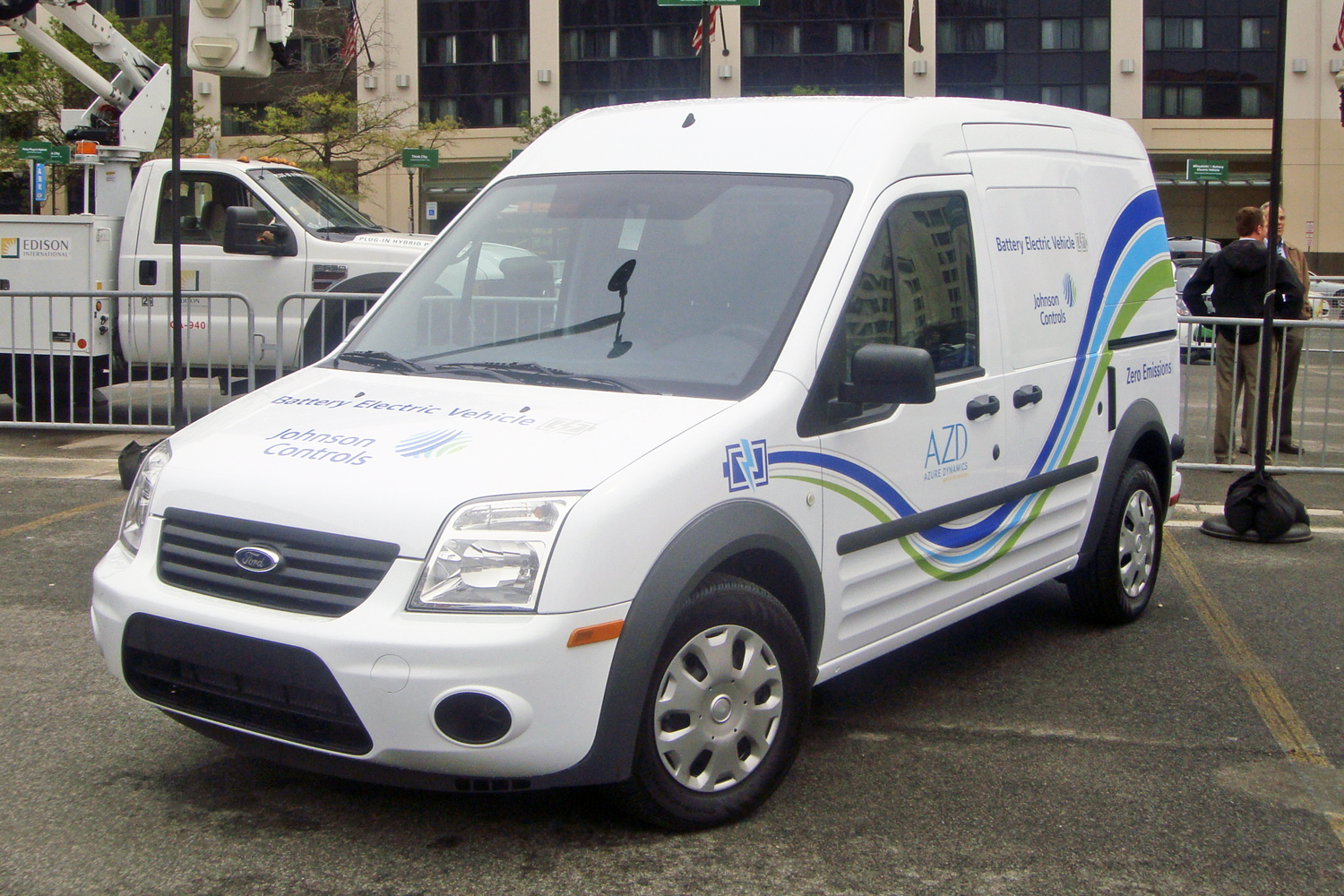
La Azure Dynamics / Ford Transit Connect Electric tiene una autonomía 90 km

La Transit Connect Electric es una furgoneta todo-eléctrica desarrollada como una colaboración entre Azure Dynamics y Ford Motor Company, pero Azure es el fabricante oficial de registro. La producción comenzó en diciembre de 2010, y alcanzará plena capacidad en abril de 2011 para producir entre 600 y 700 unidades al año.
La Transit Connect Electric se producido utilizando un vehículo glíder en una instalación de Ford Motor en Kocaeli, Turquía y luego es enviada al modificador de Azure Dynamics EE. UU. ques AM General en Livonia, Michigan, se agrega al vehículo el tren de potencia eléctrico Force Drive y otros componentes. Azure Dynamics se ha asociado con Johnson Controls-Saft para producir la batería de litio-ion a utilizar en el Transit Connect Electric. El vehículo luce tanto con la marca del óvalo azul de Ford, como los logotipos de Azure Force Drive, siendo Azure Dynamics el fabricante de registro.
Según Ford y Azure, la Transit Connect Electric tiene un rango eléctrico de hasta 130 km, pero la Agencia de Protección Ambiental de Estados Unidos la ha establecido en 90 km. La furgoneta eléctrica tiene una velocidad de hasta 121 km/h.
La clasificación de economía de combustible combinada ciudad / carretera economía de combustible de 3,8 l/100 km sobre la base de las pruebas de cinco ciclos, con distintas condiciones de conducción y control de temperatura, con la misma clasificación de 62 mpg-e para la ciudad y del carretera. El consumo de energía para el combinado ciudad / carretera está clasificado en 54 kW · h / 100 mi.